# 버나드 로비쇼
버나드 로비쇼(Bernard Robichaud, 1960년 3월 2일 ~ )는 미국 태생의 캐나다 배우이다. 모큐멘터리 드라마 《트레일러 파크 보이스》의 사이러스 역으로 알려져 있다.

## 참여 작품

### 텔레비전
- 헤이븐 (드라마)
- 트레일러 파크 보이스